# Thắng lợi quyết định
Chiến thắng quyết định là một chiến thắng quân sự xác định kết quả không thể tranh cãi của một cuộc chiến hoặc ảnh hưởng đáng kể kết quả cuối cùng của một cuộc xung đột. Nó có thể không đi liền với việc kết thúc chiến tranh. Ví dụ, trận Midway được coi là "thắng lợi quyết định" cho Hoa Kỳ mặc dù thực tế là Chiến tranh Thái Bình Dương chỉ kết thúc hơn ba năm sau đó, bởi nó tạo ra sự thay đổi cán cân lực lượng tham chiến theo chiều hướng bất lợi cho Đế quốc Nhật Bản.
Trong cuốn "Xác định và đạt được chiến thắng quyết định", Colin Gray định nghĩa chiến thắng quyết định là "một chiến thắng quyết định kết quả cho một chiến dịch, mặc dù không nhất thiết phải dẫn tới kết quả chung cuộc của chiến tranh". Thuật ngữ này cũng đôi khi được sử dụng để mô tả chiến thắng, trong đó bên thắng hoàn toàn áp đảo bên thua. Ví dụ, trận Trân Châu Cảng đôi khi được mô tả như là một chiến thắng quyết định cho Nhật Bản, mặc dù nó không quyết định kết quả cuối cùng của cuộc chiến tranh tại Thái Bình Dương.
Viết trong Luận quân sự, Thomas Goss trình bày thuộc tính phổ biến của những "trận chiến quyết định" liên quan chặt chẽ với Edward Creasy và cuốn sách năm 1851 của ông, 15 trận đánh quyết định của thế giới. Goss để lại một loạt các định nghĩa khác nhau cho các sử gia và các nhà lãnh đạo quân sự. Các tiêu chuẩn gồm: (1) đạt được mục tiêu trong kế hoạch; (2) Kết thúc cuộc xung đột vì một bên đã đạt được mục tiêu chiến lược, hoặc, (3) trực tiếp kết thúc cuộc xung đột và tạo ra nền hòa bình lâu dài giữa các bên tham chiến. Ông kết luận rằng "Một trận đánh quyết định phải trực tiếp dẫn đến một giải pháp nhanh chóng của các vấn đề vốn gây tranh cãi, bởi các kết quả trên chiến trường khiến cả hai bên đồng ý rằng cần phải đạt được một thỏa thuận chính trị."

## Một số thắng lợi quyết định
- Trận Leipzig, quân đội Liên minh thứ sáu đánh bại quân Pháp của Hoàng đế Napoléon I.i
- Trận Waterloo, quân đội Liên minh thứ bảy đánh bại quân Pháp của Hoàng đế Napoléon I.
- Trận Königgrätz-Sadowa, quân đội Phổ đánh bại liên quân Áo-Sachsen.
- Trận Frœschwiller-Wœrth, liên quân Phổ-Baden-Bayern-Württemberg đánh bại quân Pháp.
- Trận Sedan, quân đội Liên bang Bắc Đức và Bayern đánh bại quân Pháp của Hoàng đế Napoléon III.
- Chiến dịch Brusilov, Đế quốc Nga đánh bại Đế quốc Áo-Hung.
- Trận Amiens, khối Hiệp ước đánh bại Đế quốc Đức.
- Trận chiến nước Pháp, Đức Quốc xã đánh bại Pháp.
- Trận Midway, Hải quân Hoa Kỳ đánh bại Hải quân Đế quốc Nhật Bản.
- Trận Berlin, Hồng quân Liên Xô đánh bại Đức Quốc xã tại thành trì Berlin.
- Chiến dịch Điện Biên Phủ, Quân đội Nhân dân Việt Nam đánh bại Liên hiệp Pháp.
- Chiến dịch Mùa Xuân 1975, Quân đội Nhân dân Việt Nam đánh bại Quân lực Việt Nam Cộng hòa ngay tại Sài Gòn và chấm dứt sự can thiệp của Mỹ và đồng minh vào Việt Nam.
- Trận Tương Dương (1267-1273), quân Nguyên đánh bại 8000 quân Nam Tống ở Tương Dương. Tướng trấn thủ Tương Dương là Lã Văn Hoán đầu hàng quân Nguyên. Sau trận này, quân Nguyên tiến sâu vào lãnh thổ Nam Tống và đẩy triều đại này diệt vong 6 năm sau đó.